# 風戸佑介
風戸 佑介（かざと ゆうすけ、1953年3月21日 - ）は、日本の元俳優。本名、松井 栄一。旧芸名、風戸 拳（かざと けん）。
大分県出身。大分県立佐伯鶴城高等学校卒業。

## 人物
高校卒業後に上京し、会社勤めをしていたときモデル事務所にスカウトされ芸能界入り。最初はサンミュージックで歌のレッスンを受け、やがて『電人ザボーガー』（フジテレビ）に主人公のライバル・秋月玄役での出演が決まる。当時は演技経験がほとんどない状態だったため緊張の連続で、普通の芝居よりもバイクや火薬を使うアクションシーンの方がホッとしたと、のちに振り返っている。
その後、東映京都の劇場映画への出演を経て、1977年には『ジャッカー電撃隊』（テレビ朝日）に大地文太（クローバーキング）役としてレギュラー出演。その前に出演していた映画の役作りで頭を剃り上げていたため、撮影開始当初はカツラを着用していた。一方、作品に関しては演技経験を積んでの出演だったので余裕を持って取り組むができたという。
1979年に芸能界を引退するが、2000年代には『ジャッカー電撃隊』で共演した吾羽七朗主宰の劇団ステージ・E-1の活動で芸能界に復帰している。
特技は、空手、ボクシング。既婚で三人の子供がいる。

## 出演

### テレビドラマ
- 電人ザボーガー 第22 - 30・34 - 38話（1974年、CX） - 秋月玄
- 赤い迷路 第16話（1974年、大映テレビ / TBS） [4]
- 6羽のかもめ 第21話「恋はすまじ」（1975年、CX）
- 土曜ドラマ / 松本清張シリーズ 愛の断層（1975年、NHK） - アベック
- 特別機動捜査隊 第722話「ある恐怖の体験」（1975年、NET）
- ザ★ゴリラ7 第24話「オホーツクから来た男」（1975年、NET）
- 太陽にほえろ! 第162話「したたかな目撃者」（1975年、NTV）
- 敬礼!さわやかさん 第16話「愛のミニパト天使」（1975年、NET）
- 非情のライセンス 第2シリーズ 第81話「兇悪の暴走族」（1976年、NET） - ツネオ
- 事件ファイル110 甘ったれるな 第14話「涙なんか流さない」（1976年、TBS）
- ジャッカー電撃隊（1977年、ANB） - 大地文太 / クローバーキング
- スパイダーマン 第3話「怪盗001 VS くも男」（1978年、東京12ch） - 岡部大吉（怪盗001）
- 青春ド真中! 第10話「夏の海にやさしさがあった」（1978年、NTV） - 田坂教諭の従兄
- Gメン'75 第156話「女子大生誘拐!」（1978年、TBS）−不良グループ男Ｂ
- 明日の刑事 (TBS)
  - 第44話「転落スター街道」（1978年）
  - 第66話「熱中先生が殺された」（1979年） - 平岡
- 特捜最前線（ANB）
  - 第91話「交番ジャック・4人だけの忘年会!」（1978年）- 松本惇
  - 第135話「われら殺人安保条約!」（1979年）
- 大空港 第24話「特捜部対ヤクザの斗い パートII」（1979年、CX） - 茂山（半田組構成員）
- 翔べ! 必殺うらごろし 第6話「男にかけた情念で少女は女郎に化身した」（1979年、ABC） - 孝之助
- 伝七捕物帳 第12話「からすの証言」（1979年、ANB） - 仁吉
- 土曜ワイド劇場 / 0計画を阻止せよ〜総理大臣誘拐（1979年、ANB）
- 七人の刑事 第67話「あばよ暴走族」（1979年、TBS）
- 半七捕物帳 第19話「湯屋の二階」（1979年、ANB）
- ザ・スーパーガール 第20話「女の命は裸で守れ」（1979年、東京12ch）

### 映画
- 童貞（1975年、松竹）
- 五月みどりのかまきり夫人の告白（1975年、東映） - 泉弘美
- 淫絶夫人 快楽の奥（1976年、日活） - 吾郎
- 暴走パニック 大激突（1976年、東映） - 手塚益夫
- 徳川女刑罰絵巻 牛裂きの刑（1976年、東映） - 主演・佐々木伊織
- やくざ戦争 日本の首領（1977年、東映） - 宮園健
- 大奥浮世風呂（1977年、東映） - 法丹
- ジャッカー電撃隊VSゴレンジャー（1978年、東映） - 大地文太 / クローバーキング
- 危険な関係（1978年、にっかつ） - 加藤辰夫
- おんな刑務所（1978年、にっかつ） - 木本明
- 高校エロトピア 赤い制服（1979年、にっかつ） - 横田
- 凌辱 こます（1979年、にっかつ） - 風聞哲也
- 宇能鴻一郎のあつく湿って（1979年、にっかつ） - 秀島才一

### CM
- スプライト
- 不二家 メロディ
- カルピス
- 梅酒ハイソーダ